# 吴竞
吴竞（1949年7月1日—），籍貫江苏省武進，中国女演员。她出演的電視劇有《孽债》（1995年）以及《金粉世家》（2003年）。

## 生平
吴竞的父母吴福海和潘文铮來自中国人民解放军。母親曾經是新四軍文工團團員。吴竞在上海长大，她從上海市南洋模范中学畢業後插隊落戶到余姚以及大丰县工作。文化大革命期間，其父母被打為走资派，因而吴竞多次被艺术团拒絕錄用，直到1975年，她才在《决裂》中担任配角。1979年，吴竞调入江苏南通歌舞团。 1984年，她成为上海电影制片厂的配角演员。 1989年獲得中國電影表演藝術學會頒發的學會獎。
2013年5月，吴京當選上海电影协会副主席。 